# Gelsenkirchen-Resse
Gelsenkirchen-Resse ist ein Stadtteil der Stadt Gelsenkirchen. Resse hat eine Fläche von 6,51 km2 und annähernd 12.000 Einwohner.

## Geographie
Der dörflich geprägte Stadtteil Gelsenkirchen-Resse, der sich durch seinen geschlossenen, rundum von Wald-, Wiesen- und Ackerflächen umgebenen Ortskern von den übrigen Gelsenkirchener Stadtteilen unterscheidet, liegt im Nordosten der kreisfreien Stadt Gelsenkirchen. Westlich grenzt er an die Waldgebiete Löchterheide und Westerholter Wald, südlich an das Waldgebiet Resser Mark und im Osten an die Hertener Mark.
Westlich wird die Besiedlung Resses durch den Knabenbach flankiert, der weiter südlich in den Börnchenbach, Grenzbach zum Stadtteil Erle im Osten, fließt. Ganz im Norden fließt der Quellmühlenbach nach Osten in den Holzbach, der über weite Strecken die Stadtgrenze nach Herten im Osten bildet.
Resse grenzt an folgende Nachbarstadtteile:
- Gelsenkirchen-Buer (West)
- Gelsenkirchen-Erle (Südwest)
- Resser Mark (Süd)
- Herten-Südwest (Südost)
- Herten-Mitte (Ost)
- Herten-Westerholt (Nord)

## Geschichte
Resse liegt auf dem Gebiet der ehemaligen Bauerschaften Eckeresse (N) und Surresse (S), die, wie auch die angrenzenden Gelsenkirchener Stadtteile, zu Buer gehörten.
Als Teil des Vests Recklinghausen, das bis 1803 kurkölnisch war, wurde Resse im Zuge der Säkularisation durch den Reichsdeputationshauptschluss vom 25. Februar 1803 dem Herzogtum Arenberg-Meppen zugeschlagen. Als das Herzogtum aufgelöst wurde, fiel das Vest Recklinghausen am 22. Januar 1811 an das Großherzogtum Berg. Dabei wurde Resse dem Bürgermeisteramt (Mairie) Herten zugeordnet.
1815 wurde Resse preußisch und kam zur Bürgermeisterei Buer im Kreis Recklinghausen, die 1844 in „Amt Buer“ umbenannt wurde. Als Teil der Stadt Buer (ab 1911) kam Resse 1928 zur Stadt Gelsenkirchen-Buer, die seit 1930 „Gelsenkirchen“ heißt.

## Bevölkerung
Zum 31. Dezember 2023 lebten 11.912 Einwohner in Resse.
- Anteil der weiblichen Bevölkerung: 51,6 % (Gelsenkirchener Durchschnitt: 50,5 %)[5]
- Anteil der männlichen Bevölkerung: 48,4 % (Gelsenkirchener Durchschnitt: 49,5 %)[6]
- Ausländeranteil: 10,0 % (Gelsenkirchener Durchschnitt: 26,0 %)[7]

## Sport
In Resse gibt es zwei Fußballvereine:
- VfL Resse 08 (1. Mannschaft: Kreisliga B[8])
- Viktoria Resse 75 (1. Mannschaft: Landesliga (Saison 2023/24)[9])

Viktoria Resse 75 verfügt über eine Jugend- und eine Seniorenabteilung.
Des Weiteren gibt es seit 1963 den TV Resse, der unterschiedliche Abteilungen für Kinder und Erwachsene anbietet. Das Angebot umfasst Mutter- und Kindturnen, Kinderturnen, Gymnastik für Frauen und Männer, Parkour und Volleyball.
Auf der Bezirkssportanlage Im Emscherbruch wurde ein Bikepark eingerichtet. Er wird von der MTB-Abteilung des RC Buer/Westerholt betreut.

## Flächennutzung
- 44,4 % der Fläche sind landwirtschaftlich genutzt (2,89 km2)
- 17,9 % der Fläche nimmt die Wohnbebauung ein (1,16 km2)
- 4,0 % der Fläche sind Gewerbegebiete (0,26 km2)
- 6,6 % sind forstwirtschaftlich genutzt (0,43 km2)

## Wirtschaft
Im Zentrum des Stadtteils liegen einzelne Lebensmittelläden, kleine Einrichtungsgalerien, Bekleidungsgeschäfte und handwerkliche Firmen sowie die älteste Discothek der Stadt, die „Alte Hütte“.
Im Osten des Stadtteils ist das Gewerbegebiet Reginaweg angesiedelt, in dem kleinere Firmen tätig sind.
Bis zu ihrer endgültigen Stilllegung im Frühjahr 2001 war die Zeche Ewald wichtigster Industriebetrieb des Stadtteils. In Resse befanden sich die Schächte 3 und 4 (östlich der Ewaldstraße), die 1895 abgeteuft wurden sowie der Luftschacht (Nähe Schnorrstraße).

## Verkehr
Im Stadtteil kreuzen sich die Straßen Buer – Herten und Herne – Westerholt.
Die umliegenden Stadtteile sind mit dem Nahverkehr in Gelsenkirchen durch mehrere Buslinien im VRR zu erreichen.
| Linie | Verlauf | Takt (Mo–Fr) | Betreiber |
| ----- | --- | ------------ | --------- |
| SB49  | Gelsenkirchen-Buer Rathaus – Gelsenkirchen-Resse – Herten Rathaus (Herten , 300 m) – Herten Mitte (Herten , 500 m) –Disteln Josefstr. – Hochlar – Viehtor – Recklinghausen Hbf | 30 min       | Vestische |
| TB241 | Taxibus: Marl-Polsum Kirchstr – Gelsenkirchen-Hassel – GE-Hassel Bf – Herten-Bertlich – Herten-Westerholt – Gelsenkirchen-Resse Hedwigstr. Samstag nachmittags sowie sonn- und feiertags nur Polsum–GE-Hassel Bf | 60 min       | Vestische |
| 244   | Gelsenkirchen-Hassel Friedhof – Gelsenkirchen-Buer Nord Bf – Buer Rathaus – Gelsenkirchen-Resse Cäcilienhof | 30 min       | Vestische |
| 249   | Gelsenkirchen-Buer Rathaus – Gelsenkirchen-Resse – Herten Rathaus (Herten , 300 m) – Herten Mitte (Herten , 500 m) – Disteln Josefstr. – Hochlar – Westviertel Moltkestr. – Paulusviertel Paulusstr. – Viehtor – Recklinghausen Hbf | 30 min       | Vestische |
| 381   | Gelsenkirchen-Rotthausen Landschede – Rotthausen – Gelsenkirchen-Neustadt – Gelsenkirchen Hbf – Schalke Ernst-Kuzorra-Platz – Erle Marktstr. – (Resser Mark – Resse Kirschblütenweg) / (Middelich - Gelsenkirchen-Buer Rathaus (nur abends sowie sonn-/feiertags)) | 20 min       | Bogestra  |
| 397   | Gelsenkirchen-Buer Rathaus – Middelich – Erle Post – Erle Forsthaus – Resser Mark – Resse Im Emscherbruch – Resser Mark Im Eichkamp (abends sowie sonn- und feiertags als AST 97 zwischen Erle Forsthaus und Resser Mark) | 60 min       | Bogestra  |
| NE2   | Bottrop ZOB Berliner Platz – Bottrop-Eigen – Ellinghorst – Gladbeck Goetheplatz – Gladbeck Ost Bf – Gelsenkirchen-Scholven – Bülse – Gelsenkirchen-Buer Rathaus – Gelsenkirchen-Resse – Herten Rathaus (Herten , 300 m) – Herten Mitte (Herten , 500 m) – Disteln Josefstr. – Hochlar – Westviertel Moltkestr. – Paulusviertel Paulusstr. – Viehtor – Recklinghausen Hbf NachtExpress: In den Nächten von Freitag auf Samstag, Samstag auf Sonntag und vor Feiertagen | 60 min       | Vestische |
| NE12  | Gelsenkirchen-Buer Rathaus – Resse – Erle – Bismarck – Haverkamp – Bulmke-Hüllen – Gelsenkirchen Hbf – Ückendorf | 60 min       | Bogestra  |

## Bildung
- Barbaraschule (katholisch) (Ehemals: Katholische Grundschule Middelicher Straße/KGS)
- Weiterbildungskolleg Emscher-Lippe. Kolleg und Abendgymnasium der Stadt Gelsenkirchen (im ehemaligen Gebäude der Ewaldschule (vormals: Hauptschule an der Middelicher Straße))
- Gutenbergschule (Ehemals: Grundschule an der Lange Straße)

An mehreren Straßen des Stadtteils hält der Bücherbus der Fahrenden Stadtbibliothek Gelsenkirchen.

## Kindergärten
- Kath. Kindergarten Herz-Jesu
- Paulus-Kindergarten
- Vier städtische Tageseinrichtungen für Kinder